# Francisco Río Barja
Francisco Javier Río Barja (Lugo, 1919-Tenerife, 5 de enero de 2011) fue un geógrafo, divulgador científico y profesor universitario español.

## Biografía
Francisco Río Barja nació en la localidad gallega de Lugo y allí curso los estudios de bachiller. Finalizada la Guerra Civil, cursó la licenciatura en Filosofía y Letras en la Universidad de Santiago de Compostela e inició su carrera como docente, primero en Vivero y después, tras ganar la oposición correspondiente, como profesor adjunto a la cátedra de Ramón Otero Pedrayo, que había sido rehabilitado en su plaza en 1950 luego de sufrir la depuración franquista. Al finalizar el doctorado ganó plaza como catedrático de Geografía en Canarias, pero la pudo permutar y permanecer en Compostela.
En su trabajo como profesor y geógrafo destacó por sus estudios sobre geografía física y económica, así como por su trabajo como divulgador de la geografía gallega. En sus investigaciones cuestionó el lugar de nacimiento del río Miño, al ubicar sus fuentes en el Pedregal de Irimia, situado en la sierra de Meira, y no en la laguna de Fonmiñá (Pastoriza), como se había mantenido hasta entonces. De hecho la Confederación Hidrográfica del Miño reconoció finalmente como lugar de nacimiento el señalado por Río Barja.
Entre sus obras se encuentran Didáctica da xeografía (1980), Galicia, esa descoñecida (2000) o Cartografía Xurisdiccional de Galicia. Dirigió la edición del Diccionario Xeográfico de Galicia (28 vol. 2009) y fue responsable de varios documentales emitidos por la Televisión de Galicia.
Río Barja fue director del Instituto de Estudios Gallegos Padre Sarmiento, miembro del equipo editorial de la Revista de Economía de Galicia, así como académico de la Real Academia Galega. Entre los reconocimientos y premios recibidos se encuentran la Medalla Castelao, el Premio Galicia de Investigación o el Premio Otero Pedrayo.
Falleció durante una estancia en Canarias y sus cenizas fueron depositadas en el Pedregal de Irimia.